# Syodontidae
Los siodóntidos (Syodontidae) son una familia de pequeños carnívoros dinocéfalos primitivos. Son conocidos del Pérmico Medio de lo que es ahora Rusia y, más recientemente, Sudáfrica. 